# Bogdo Gegen
Pour les articles homonymes, voir Bogd (homonymie).
 (juillet 2016).
Si vous disposez d'ouvrages ou d'articles de référence ou si vous connaissez des sites web de qualité traitant du thème abordé ici, merci de compléter l'article en donnant les références utiles à sa vérifiabilité et en les liant à la section « Notes et références ».

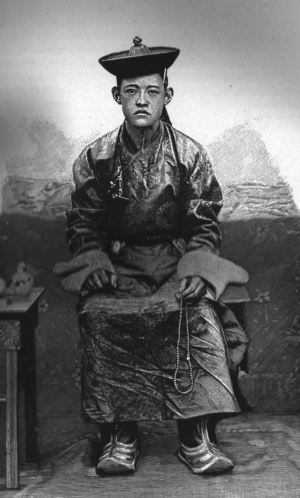
Zaluu Bogd Khaan (Залуу богд хаан), 8e Jebtsundamba Khutuktu, jeune

Les Bogd Javzandamba khutagt (mongol : ᠪᠣᠭᠳᠠ
ᠵᠢᠪᠵᠤᠨᠳᠠᠮᠪᠠ
ᠬᠤᠲᠤᠭᠲᠤ, VPMC : bogda jibjundamba qutugtu, cyrillique : Богд Жавзандамба хутагт, MNS : Bogd Javzandamba khutagt, parfois orthographié Bogdo Jetsun Damba Khutuktu, le terme mongol Javzandamba vient du tibétain : རྗེ་བཙུན་དམ་པ་, THL : Jetsun Dampa), également appelé Bogd Gegeen (mongol : ᠪᠣᠭᠳᠠ
ᠭᠡᠭᠡᠨ, VPMC : bogda gegen, cyrillique : Богд гэгээн), parfois orthographié Bogdo Gegen constituent une lignée de tulkou. Ce sont les hiérarques de la lignée gelugpa du bouddhisme tibétain en Mongolie-Extérieure, puis Mongolie. Il est du même rang que le Changkya Khutukhtu en Mongolie-Intérieure[réf. nécessaire]. Ils sont considérés comme la réincarnation du lama et lettré Taranatha, chef de l'école jonang absorbée par les gelugpa après sa mort.

## Histoire
Taranatha a fini ses jours chez les Mongols khalkhas, c'est donc chez le fils de leurs princes que l'on découvre sa première réincarnation, en la personne du fils âgé de trois ans de Gombodorj (1594-1655), petit-fils d'Abdaï Khan. Né en 1635 et mort en 1723, il est le premier Jebtsun Damba (Jetsun étant un des noms de Taranatha), également connu sous le titre de Bogdo Zanabazar. Il prononce ses premiers vœux à l'âge de quatre ans et prend le nom tibétain de Yeshé Dorje (Jñanavajra en sanskrit), Zanabazar est une prononciation mongole de ce nom « Vajra de Connaissance ». Ses incarnations successives sont appelées Jebtsundamba-Khutuktu.
Zanabazar se rend au Tibet à l'âge de 14 ans, entre 1649 et 1651, et reçoit une éducation tibéto-mongole. Il est nommé par le 5e dalaï-lama, Bogdo Gegen, « pontife éclairé », l’un des trois titres importants pour les bouddhistes mongols avec celui de dalaï-lama et de panchen lama. Extrêmement brillant, il est à la fois sculpteur, peintre, architecte et traducteur, et invente même une écriture phonétique du mongol, du tibétain et du sanskrit. À l'âge de 17 ans (ou seulement de 13 ans, d'après certaines sources), il fonde le monastère de Da Khüriye (et/ou le Monastère de Shankh), qui devient à partir de 1778 et après plusieurs déplacements le noyau de la future Urga (aujourd'hui Oulan-Bator). Il meurt en 1723, peu après un séjour de 10 ans en Chine[Quoi ?][réf. nécessaire].
À partir de la troisième réincarnation, les Mandchous de la dynastie Qing interdirent de les choisir parmi les princes mongols, et les suivants furent donc tous tibétains. Bien qu'ils soient à partir de cette époque d'origine tibétaine, les Mongols continuèrent de les vénérer et de les considérer comme les chefs de la hiérarchie bouddhiste en Mongolie[réf. nécessaire].

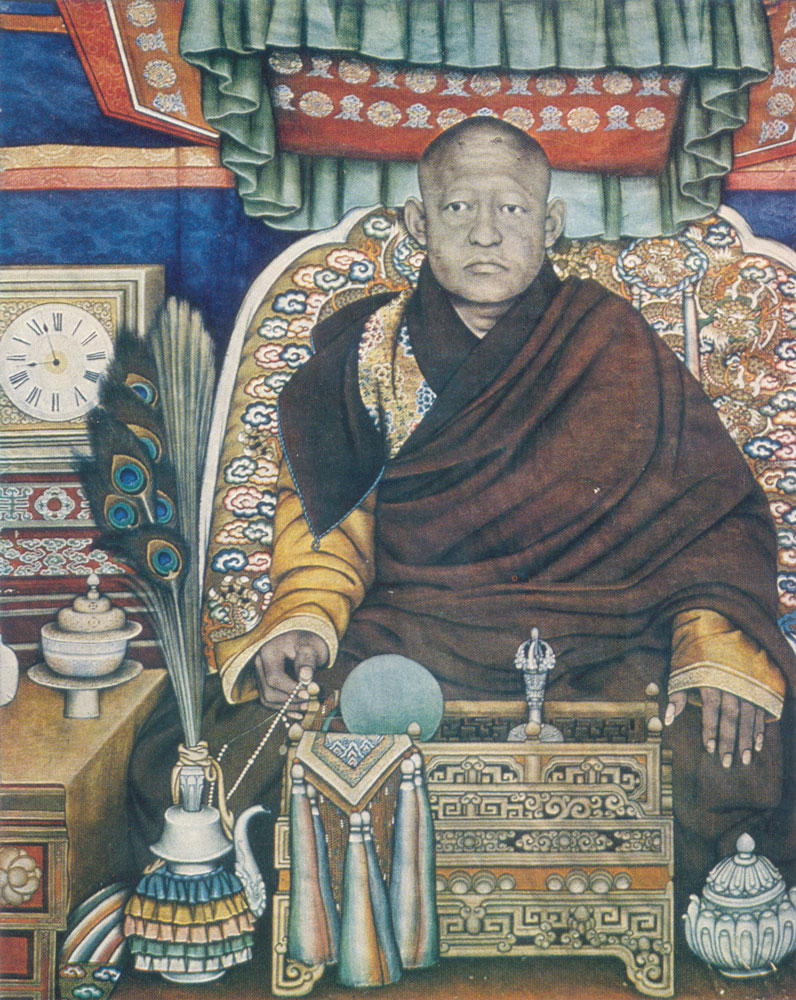
Le Bogdo Khan par Marzan Sharav

### Mongolie autonome
Quand la Mongolie déclara son indépendance de la Chine, lors de la chute de la dynastie Qing et la révolution chinoise de 1911, le pouvoir met en place une théocratie dirigée par le Bogdo Khan, 8e Jebtsundamba Khutuktu (1869 — 1924) Bogdo Gegen, sous le nom de Mongolie autonome, (ou Empire de Mongolie du Bogdo. Le Bogdo Gegen dirige avec le titre de Bogdo Khan jusqu'à sa mort en 1924. En 1921, les Mongols communistes aidés par les communistes russes, chassent l'armée blanche russe et les factions impérialistes mandchoues soutenus par les japonais, ils conservent alors Bodgo Khan comme chef de gouvernement jusqu'à sa mort. À la fondation de la République populaire mongole, en 1924 est établi qu'il ne devrait plus y avoir d'autre réincarnation[réf. nécessaire]. Toutefois, le Jebtsundamba suivant, Jampal Namdol Chokye Gyaltsen, identifié à l'âge de 4 ans, est né à Lhassa, au Tibet. En 1959, il s'est enfui en Inde à Dharamsala où il vit en exil. Le 14e dalaï-lama l'a nommé représentant de la tradition Jonang.
Le bouddhisme mongol est une forme de bouddhisme tibétain particulièrement lié aux Gelug et à leur chef temporel le dalaï-lama. Après que Gengis Khan (1167-1227) eut entrepris de conquérir l’Asie, les Mongols arrivèrent aux frontières tibétaines. Au XVIe siècle, lors d'un siège, deux moines de l’« École des vertueux » (Gelugpa) furent faits prisonniers par une tribu mongole. Le prince Altan Khan, qui régnait alors sur les Mongols, fut séduit par leur attitude et par leur religion. Il invita par deux fois en Mongolie (1569, 1578) le chef de l'École Gelugpa, Sonam Gyatso,  et se convertit au bouddhisme durant la seconde visite. Les nations mongoles orientales devinrent par la suite bouddhistes. Altan Khan créa et offrit le titre de dalaï-lama (« Océan de sagesse ») à Sonam Gyatso, chef de l’École Gelugpa, titre qui fut appliqué rétroactivement à ses deux précédentes incarnations.
La vénération dont le 14e dalaï-lama jouit dans la population mongole fut mise en évidence lors de ses cinq visites à Oulan-Bator. Lors de la première visite du Tenzin Gyatso en septembre 1991, 700 000 personnes avaient convergé vers la ville pour l'accueillir. La dernière visite du dalaï-lama en Mongolie remonte à août 2006. Il a déclaré : « Il y a longtemps, la Mongolie était comme le Tibet, les habitants de nos deux pays étaient des barbares. Mais à force d’éducation et d’apprentissage, nous sommes devenus les pays que nous sommes aujourd'hui. » Les relations entre le Tibet et la Mongolie sont en effet anciennes. La venue du Prix Nobel de la paix 1989 couronne une année de célébration pour la Mongolie, qui a fêté, en juillet 2006, les 800 ans de la création par Gengis Khan de l'État mongol. Dans les traces de ses prédécesseurs, le 14e dalaï-lama a donné une conférence dans la capitale mongole devant 10 000 personnes, au cours de laquelle il a notamment déclaré que « l'héritage bouddhiste du Tibet a aidé son peuple au cours des hauts et des bas de son histoire. »